# Bodendenkmal Johanniter/Malteser Kommende/Ballei Herrenstrunden

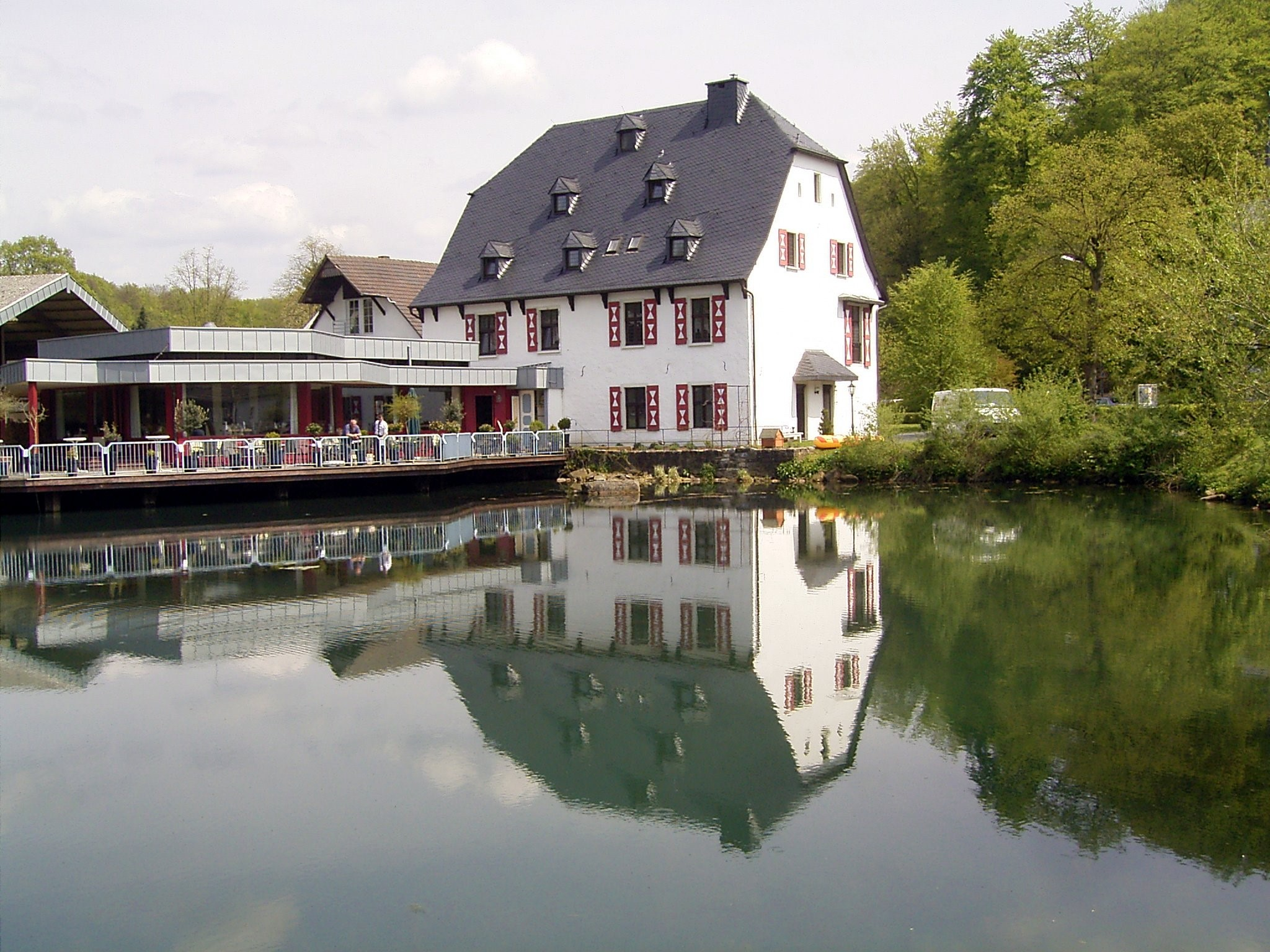
Malteserkomturei

Das Bodendenkmal Johanniter/Malteser Kommende/Ballei Herrenstrunden befindet sich im Stadtteil Herrenstrunden von Bergisch Gladbach im Rheinisch-Bergischen Kreis.

## Geschichte
Ein Hof an der Strundequelle kam Ende des 13. Jahrhunderts in den Besitz des Johanniterordens. Die Anlage wurde anschließend weiter ausgebaut zu einer Kommende. 1328 wurde die inzwischen weiter vergrößerte Malteserkomturei Herrenstrunden zur Ballei für die niederrheinischen und westfälischen Gebiete des Ordens erhoben. Bis 1374 kamen weitere Gebäude und eine erste Kirche hinzu. Mehrere Stallungen und Scheunen wurden Ende des 16. Jahrhunderts durch einen Brand zerstört. Sie wurden später wieder aufgebaut. Seit 1530 ging das Eigentum an den Malteserorden über. In der Mitte des 17. Jahrhunderts wurde das Komtureigebäude erneuert und der umgebende Weiher neu angelegt.
Eine entscheidende Änderung erfolgte mit der Auflösung der Orden während der Säkularisation 1802/03 durch den Verkauf der Kommende. Zum Bau der Landstraße der Landstraße L286 von Bergisch Gladbach nach Kürten hat man 1848/49 das Gebiet in zwei Teile zerschnitten, mehrere Wirtschaftsgebäude niedergelegt, einzelne Gräben verschüttet und Teile der Vor- und Hauptburg der Burg Zweiffel überbaut.

## Beschreibung
Von der ehemaligen zweiteiligen Anlage existiert heute nur noch das Gebäude der Malteserkomturei in seinem Grundriss aus dem 17. Jahrhundert. Alle anderen Gebäude und wirtschaftlichen Einrichtungen aus dem Mittelalter wurden überbaut oder sind wüst gefallen und wurden mit Erdreich überschüttet. Archäologische Grabungen hat es bisher nicht gegeben. Nach wissenschaftlicher Erfahrung ist aber davon auszugehen, dass sich Reste von Vorgängerbauten im Erdreich erhalten haben. Das gilt auch für den Landschaftsteil, der später mit dem Bau der Landstraße niedergelegt wurde. Sodann ist zu erwarten, dass sich Reste älterer Gebäude und Ausbauphasen der Komturei im Boden erhalten haben. Dabei kann es sich zum Beispiel um Mauerreste, Fundamente, Gruben, Laufhorizonte, Brunnen und sonstige Funde handeln.

## Bodendenkmal
Neben der Komturei sind es nach dem derzeitigen Kenntnisstand besonders die im Boden erhaltenen Reste von Gebäuden und des verschütteten Wassergrabens, die von besonderer bodendenkmalpflegerischen Bedeutung sind. Das gesamte Gebiet der ursprünglichen Malteserkomturei wurde daher unter Nr. 18 in die Liste der Bodendenkmäler in Bergisch Gladbach eingetragen.